# Big Comic
Big Comic (ビッグコミック Biggu Komikku?) es una revista de manga Seinen publicada por la editorial japonesa Shōgakukan desde abril de 1968. Se publica en Japón los días 10 y 25 de cada més. Posee dos publicaciones hermanas, la Big Comic Original y la Big Comic Spirits. En 2008 la circulación de la revista se reportó en medio millón de copias.
La revista ha publicado trabajos de reconocidos Mangakas como Osamu Tezuka, Shōtarō Ishinomori, Fujiko F. Fujio, Tetsuya Chiba y Sanpei Shirato. Adeamas de publicar la serie de larga duración Golgo 13 de Takao Saito. Cada portada presenta una caricatura de Shūichi Higurashi sobre algún individuo famoso.

## Lista de series

### Actualmente serializadas
- Akabee, por Hiroshi Kurogane
- C-kyū Salaryman Kōza, por Keisuke Yamashina
- Cruise: Ishi Yamada Kōhei Kōkaishi, escrito por Masao Yajima, ilustrado por Hiroyuki Kikuta
- Double Face, por Fujihiko Hosono
- Gin no Shippo, por Shinri Mori
- Golgo 13, por Takao Saito
- Hana China, escrito por Yūji Nishi, ilustrado por Shinji Hikino
- Kamuroba-mura e, por Mikio Igarashi
- Munakata Kyōju Ikōroku, por Yukinobu Hoshino
- Ōgon no Rafu: Sōta no Stance, por Tsuyoshi Nakaima
- Sōmu Busōmuka Yamaguchi Roppeita, escrito por Norio Hayashi, ilustrado por Ken'ichirō Takai
- Taiyō no Mokushiroku, por Kaiji Kawaguchi
- Sekuhara-kachō no Tsubuyaki, por Tōru Nakajima
- Tsukiji Uogashi Sandaime, escrito por Masaharu Nabeshima, ilustrado por Mitsuo Hashimoto

### Irregularmente serializadas
- Chūshun Komawari-kun, por Tatsuhiko Yamagami
- Osozaki Jijii, por Yoshinori Kobayashi
- Uchū Kazoku Nobeyama, por Jirō Okazaki
- Veterinarian Dolittle, por Midori Natsu, illustrated by Kiyoshi Chikuyama

### Previamente serializadas
- Ayako, por Osamu Tezuka
- Barbara, por Osamu Tezuka
- Big Wing, escrito por Masao Yajima e ilustrado por Shinji Hikino
- Swallowing the Earth, by Osamu Tezuka
- Eagle: The Making of an Asian-American President, por Kaiji Kawaguchi
- Ode to Kirihito, por Osamu Tezuka
- Five, por Riki Kusaka, creado por Yuzuru Hirayama
- Gekiga ObaQ, por Fujiko F. Fujio
- Gekitō Magnitude 7.7, por Takao Yamaguchi
- Gringo, por Osamu Tezuka
- Happyaku Yachō Hyōri no Kewaishi, por Shōtarō Ishinomori
- Hidamari no Ki, por Osamu Tezuka
- Hotel, por Shotaro Ishinomori
- I.L., por Osamu Tezuka
- The Legend of Kamui (2nd series), escrito por Sanpei Shirato e ilustrado por Tetsuji Okamoto
- Kamui Gaiden (2nd series), por Sanpei Shirato
- Kobayakawa Nobuki no Koi, por  Fumi Saimon
- Kusakabe Shomei Kyūka Omiya-san, por Shotaro Ishinomori
- Minotaurus no Sara, por Fujiko F. Fujio
- Mirai no Omoide, por Fujiko F. Fujio
- MW, por Osamu Tezuka
- Notari Matsutarō, por Tetsuya Chiba
- Sabu to Ichi Torimono Hikae, por Shotaro Ishinomori
- Sora! Flight Attendant Monogatari, escrito por Masao Yajima e ilustrado por Shinji Hikino

- Datos: Q116001